# Pomeni imen asteroidov: 89001–90000
Pregled pomenov imen asteroidov (malih planetov) od številke 89001 do 90000, ki jim je Središče za male planete dodelilo številko in so pozneje dobili tudi uradno ime  v skladu z dogovorjenim načinom imenovanja. Pregled je preverjen z Schmadelovim “Slovarjem imen malih planetov” (“Dictionary of Minor Planet Names”). 
Pregled pojasnjuje izvor oziroma pomen imen asteroidov, ki ga je priznala Mednarodna astronomska zveza (IAU). Nekateri asteroidi imajo imajo dodatno pojasnilo o izvoru imena, ki pa vedno ni popolnoma zanesljivo (oznaka “†” ali “‡“). 
| Ime               | Začasna oznaka | Izvor imena |
| 89001–89100       | 89001–89100    | 89001–89100 |
| 89101–89200       | 89101–89200    | 89101–89200 |
| ----------------- | -------------- | --- |
| 89131 Phildevries | 2001 UC12      | Phil DeVries, ameriški entomolog, prejemnik nagrade MacArthur Fellowship † |
| 89201–89300       |                | |
| 89264 Sewanee     | 2001 VN2       | Univerza juga (University of the South) v kraju Sewanee, kjer je tudi Observatorij Cordell-Lorenz (Cordell-Lorenz Observatory )† |
| 89301–89400       |                | |
| 89401–89500       |                | |
| 89501–89600       |                | |
| 89601–89700       |                | |
| 89664 Pignata     | 2001 YU5       | Giuliano Pignata, italijanski astronom, član projekta Asiago-DLR Asteroid Survey (ADAS) † |
| 89701–89800       |                | |
| 89735 Tommei      | 2002 AM        | Giacomo Tommei, italijanski matematik, ki dela na področju nebesne mehanike † |
| 89739 Rampazzi    | 2002 AL7       | Francesca Rampazzi, italijanski specialist za komunikacije, odgovoren za Nacionalni teleskop Galileo (National Telescope Galileo) in za vzdrževanje arhiva ADAS na Astrofizikalnem observatoriju Asiago (Asiago Astrophysical Observatory) † |
| 89801–89900       |                | |
| 89818 Jureskvarč  | 2002 AX203     | Jure Skvarč, slovenski inženir programske opreme, ki je izdelal opremo za analizo podatkov za asteroide in komete v okviru projekta iskanja asteroidov in kometov na Observatoriju Črni vrh in v projektu Astrovirtel Univerze v Padovi †    |
| 89901–90000       |                | |
| 89903 Post        | 2002 DL3       | Cecil Post, ameriški ljubiteljski astronom in nekdanji strokovnjak na Oddelku za antene v laboratoriju fizikalnih znanosti v Las Crucesu, Nova Mehika, ZDA †                                                                                 |
| 89909 Linie       | 2002 ET2       | Linie, avantgardna zveza umetnikov, ki je delovala v kraju Ceské Budejovice, Češka v letih od 1931 do 1939 † |
| 89956 Leibacher   | 2002 LJ5       | John W. Leibacher, ameriški astronom, strokovnjak za Sonce † |

| Predhodnik: 88001–89000 | Pomeni imen asteroidov Seznam asteroidov (89001-89250) Seznam asteroidov (89251-89500) Seznam asteroidov (89501-89750) Seznam asteroidov (89751-90000) | Naslednik: 90001–91000 |